# Japonski imperij
Japonski imperij je bila japonska država, ki je obstajala med letoma 1868 in 1947. Imperij, katerega je vodil japonski cesar, je višek dosegel leta 1942 med drugo svetovno vojno, ko je zavzemal 7.400.000 kvadratnih kilometrov ozemlja.